# Korbußen
Korbußen is een gemeente in de Duitse deelstaat Thüringen, en maakt deel uit van de Landkreis Greiz.
Korbußen telt 438 inwoners.